# Christian Burgess
Pour les articles homonymes, voir Burgess.
Christian Burgess, surnommé «Air Burgey» par ses coéquipiers et supporters, né le 7 octobre 1991 à Londres au Royaume-Uni, est un footballeur anglais qui joue au poste de défenseur central pour l'Union Saint-Gilloise, dont il est actuellement le capitaine.

## Biographie

### En club

#### Jeunesse et formation
Burgess commence sa carrière à l'académie d'Arsenal. Après avoir été libéré par Arsenal, il s‘engage à Bishop's Stortford avant de décider d'étudier l'histoire à l'université de Birmingham. Lorsqu'il est en deuxième année d'université, Christian décroche un essai à Middlesbrough par le biais de son coach du club universitaire.

#### Middlesbrough (2012-2014)
Après un essai concluant, il signe un contrat de deux ans en juillet 2012. Christian fait ses débuts professionnels le 4 mai 2013 lors d'une défaite 2-0 contre Sheffield Wednesday.

##### Prêt à Hartlepool United
Il rejoint Hartlepool United en prêt en août 2013. Le prêt est étendu à la fin de saison en décembre. Burgess inscrit son premier but professionnel lors de la victoire 5-0 de son club contre Bradford City en septembre 2013.

#### Prêt puis contrat à Peterborough United (2014-2015)
Le 19 août 2014, Burgess est prêté pour un mois à Peterborough United. Il prend part à un seul match, une défaite à domicile contre Sheffield United avant de signer un contrat de quatre ans le 21 août 2014,.

#### Portsmouth (2015-2020)
Le 25 juin 2015, Burgess signe pour le club de la côte sud de Portsmouth dans le cadre du remaniement estival du club par le nouveau manager Paul Cook.
Il fait ensuite ses débuts le 11 juillet 2015, lors d'un match amical de pré-saison contre le club local de Conference South, Havant & Waterlooville.
Au cours de la saison 2015-2016, durant laquelle Portsmouth atteint les demi-finales des play-offs, Burgess joue 43 matchs, toutes compétitions confondues, associé dans la plupart des matchs à Matthew Clarke ou Adam Webster.

##### Saison 2016–2017
Après une première campagne réussie à Portsmouth, au cours de laquelle il s'impose comme le défenseur central titulaire du club, Burgess commence la saison 2016-2017 comme l'une des figures centrales de l'équipe. Au total, Burgess joue 45 rencontres et marque quatre buts au cours de la saison, alors que Portsmouth remporte le titre de la League Two. Burgess, ainsi que son coéquipier et collègue défenseur Enda Stevens, sont nommés dans l'équipe de l'année de League Two ; une récompense qui concrétise le meilleur bilan défensif de Portsmouth en championnat.

##### Saison 2019–2020
Burgess reçoit le prix du joueur du mois de l'EFL League One en janvier 2020 et remporte le prix du joueur de la saison de Portsmouth la même année.

#### Union Saint-Gilloise (depuis 2020)
Burgess refuse une prolongation de contrat à Portsmouth et rejoint le 7 juillet 2020 le club belge de l'Union Saint-Gilloise, signant un contrat de trois ans avec l'option d'une année supplémentaire. Il marque son premier but pour le club lors d'une victoire 3-1 contre le Club Brugge. À la fin de la saison, l'Union Saint-Gilloise est promue en première division, ce qui constitue la deuxième victoire en championnat de sa carrière. Burgess obtient une place dans l'équipe de la saison à la fin de la saison.
Le 21 novembre 2021, Burgess inscrit deux buts pour le club lors d'une victoire 7-1 contre le KV Ostende. L'équipe a terminé première de la saison régulière lors de la phase retour du championnat mais l'Union a terminé deuxième lors des six matches éliminatoires.
Le 8 septembre 2022, il participe pour la première fois à un match de poule d'une compétition européenne, en Ligue Europa et gagne ce match 0-1 contre l'Union Berlin. Une semaine plus tard, le 15 septembre, Burgess marque son premier but, de la tête contre Malmö FF, en Ligue Europa et égalise le score du match à 1-1 alors à la 17ème minute. Lors de la seconde période, il en profite pour adresser sa première passe décisive dans la compétition, servant Teddy Teuma. Une nouvelle fois le score est équilibré, à 2-2. L'Union Saint-Gilloise gagne ce match 3-2.
A l'occasion de la 24ème journée de championnat contre Zulte Waregrem, Burgess dispute son 100ème match pour les Unionistes. Cette saison, le RUSG s'est à nouveau qualifié pour les play-offs du championnat, après avoir terminé à égalité de points avec Genk. Dans une lutte serrée pour la première place lors de la dernière journée de play-offs, les bruxellois termine à la 3ème place en concédant trois buts tardifs contre le Club de Bruges lors de la dernière journée, étant derrière d'un point d'Antwerp et Genk. En 2023, Burgess, qui n'avait raté que trois matchs au cours de la saison de championnat, a reçu le surnom de « Air Burgey » en clin d'œil à ses prouesses aériennes.
Après le départ d'Anthony Moris, l'entraîneur Sébastien Pocognoli nomme Christian Burgess comme nouveau capitaine de l'équipe le 18 juillet 2025.

## Statistiques

### En club
| Saison                | Club                     | Championnat           | Championnat | Championnat | Coupe nationale | Coupe nationale | Coupe de la Ligue | Coupe de la Ligue | Supercoupe | Supercoupe | Compétition(s) continentale(s) | Compétition(s) continentale(s) | Compétition(s) continentale(s) | Total | Total |
| Saison                | Club                     | Division              | M.          | B.          | M.              | B.              | M.                | B.                | M.         | B.         | Comp.                          | M.                             | B.                             | M.    | B.    |
| 2012-2013             | Middlesbrough FC         | Championship          | 1           | 0           | -               | -               | -                 | -                 | -          | -          | -                              | -                              | -                              | 1     | 0     |
| 2013-2014             | Hartlepool United (prêt) | League Two            | 41          | 0           | 4               | 1               | 1                 | 0                 | -          | -          | -                              | -                              | -                              | 46    | 1     |
| 2014-2015             | Peterborough United      | League One            | 30          | 2           | 3               | 2               | -                 | -                 | -          | -          | -                              | -                              | -                              | 33    | 4     |
| 2015-2016             | Portsmouth FC            | League Two            | 39          | 2           | 4               | 0               | -                 | -                 | -          | -          | -                              | -                              | -                              | 43    | 2     |
| 2016-2017             | Portsmouth FC            | League Two            | 44          | 4           | 1               | 0               | -                 | -                 | -          | -          | -                              | -                              | -                              | 45    | 4     |
| 2017-2018             | Portsmouth FC            | League One            | 35          | 0           | 3               | 0               | 1                 | 0                 | -          | -          | -                              | -                              | -                              | 39    | 0     |
| 2018-2019             | Portsmouth FC            | League One            | 27          | 1           | 10              | 0               | 1                 | 1                 | -          | -          | -                              | -                              | -                              | 38    | 2     |
| 2019-2020             | Portsmouth FC            | League One            | 34          | 3           | 8               | 1               | 3                 | 0                 | -          | -          | -                              | -                              | -                              | 45    | 4     |
| Sous-total            | Sous-total               | Sous-total            | 179         | 10          | 26              | 1               | 5                 | 1                 | -          | -          | -                              | -                              | -                              | 210   | 12    |
| 2020-2021             | Union Saint-Gilloise     | Division 1B           | 27          | 2           | 3               | 0               | -                 | -                 | -          | -          | -                              | -                              | -                              | 30    | 2     |
| 2021-2022             | Union Saint-Gilloise     | Division 1A           | 34          | 4           | 2               | 1               | -                 | -                 | -          | -          | -                              | -                              | -                              | 36    | 5     |
| 2022-2023             | Union Saint-Gilloise     | Division 1A           | 37          | 5           | 4               | 0               | -                 | -                 | -          | -          | C1+C3                          | 2+10                           | 0+1                            | 53    | 6     |
| 2023-2024             | Union Saint-Gilloise     | Division 1A           | 37          | 1           | 4               | 0               | -                 | -                 | -          | -          | C3+C4                          | 8+3                            | 1+0                            | 52    | 2     |
| 2024-2025             | Union Saint-Gilloise     | Division 1A           | 30          | 1           | 3               | 0               | -                 | -                 | -          | -          | C1+C3                          | 0+9                            | 0+0                            | 42    | 1     |
| 2025-2026             | Union Saint-Gilloise     | Division 1A           | 3           | 0           | -               | -               | -                 | -                 | 1          | 0          | -                              | -                              | -                              | 4     | 0     |
| Sous-total            | Sous-total               | Sous-total            | 168         | 13          | 16              | 1               | -                 | -                 | 1          | 0          | -                              | 32                             | 2                              | 217   | 16    |
| Total sur la carrière | Total sur la carrière    | Total sur la carrière | 419         | 26          | 49              | 5               | 6                 | 1                 | 1          | 0          | -                              | 32                             | 2                              | 507   | 34    |

## Palmarès

### En club
|  |  |  | Portsmouth - EFL League Two: - Champion : 2017. - EFL Trophy : - Champion : 2019. |  | Union Saint-Gilloise - Championnat de Belgique (1) : - Champion : 2025. - Vice-champion : 2022 et 2024. - Championnat de Belgique de deuxième division (1) : - Champion : 2021. - Coupe de Belgique (1) : - Vainqueur : 2024. - Supercoupe de Belgique : - Finaliste : 2025. |

### Distinctions individuelles
- Membre de l'équipe-type de l'EFL League Two en 2016–2017[24].
- Élu joueur des quarts de finale de l'EFL Trophy : février 2019[25].
- Élu joueur du mois des supporter l'EFL League One en janvier 2020[26].
- Élu joueur de la saison de Portsmouth en 2019–2020[27].
- Membre de l'équipe-type du Championnat de Belgique de deuxième division en 2020–2021[11].